# Romuald Radziwiłłowicz
Romuald Radziwiłłowicz ps. „Zaremba” (ur. 16 lipca 1908 w Bielsku Podlaskim, zm. 12 lutego 1979 w Warszawie) – rotmistrz rezerwy Wojska Polskiego, oficer Armii Krajowej, kawaler Orderu Virtuti Militari, powstaniec warszawski.

## Życiorys

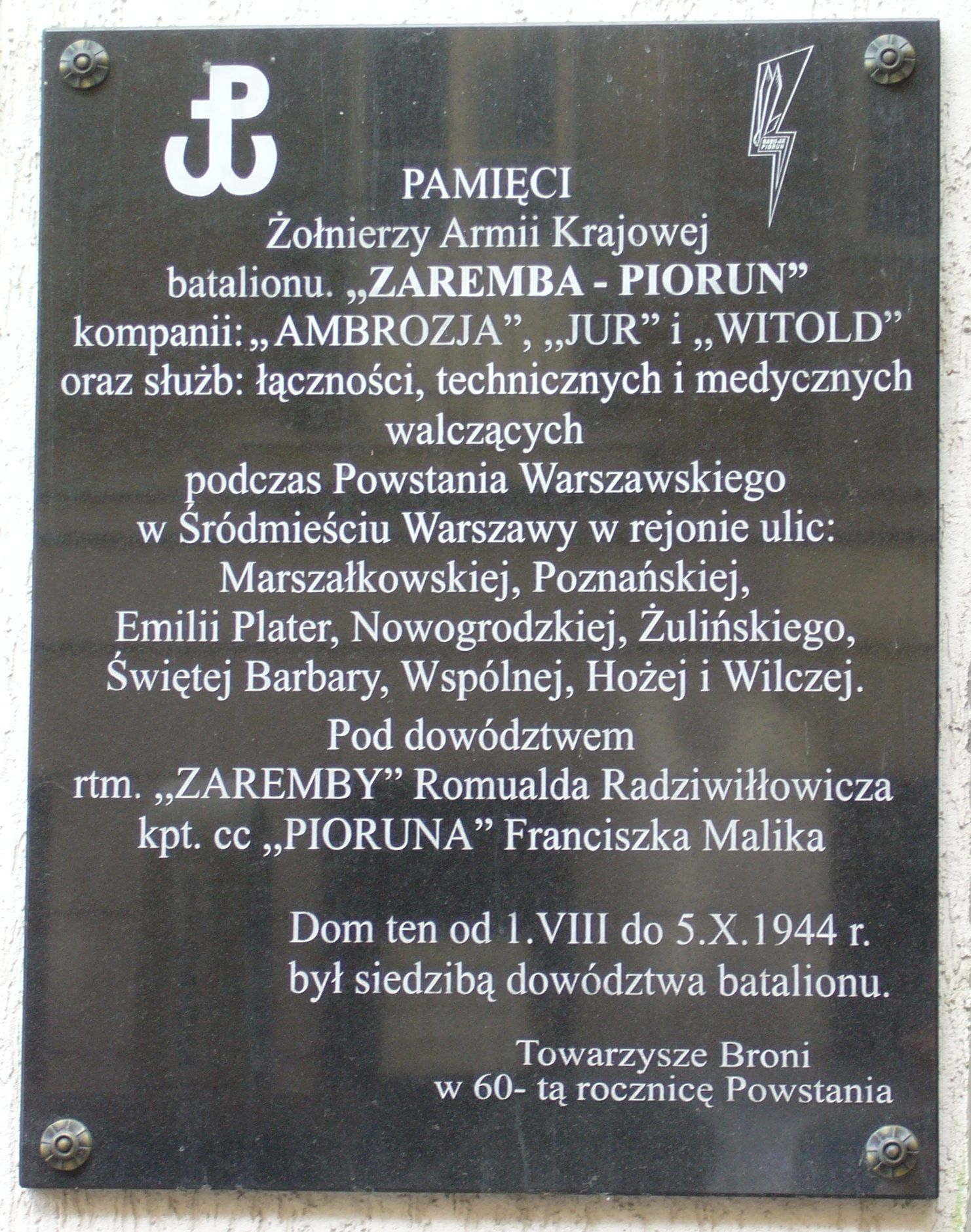
Tablica upamiętniająca walki batalionu AK Zaremba-Piorun i jego dowódców przy ul. Poznańskiej w Warszawie

Urodził się w 1908. W II Rzeczypospolitej w 1933 został oficerem Wojska Polskiego. Po wybuchu II wojny światowej brał udział w kampanii wrześniowej w stopniu porucznika kawalerii (starszeństwo z dniem 1 stycznia 1936) w składzie 24 pułku ułanów. 10 września ciężko ranny w płuca i rękę w walkach pod Radymnem, znalazł się w niemieckim szpitalu wojskowym w Sanoku. Zwolniony ze szpitala, w trakcie okupacji niemieckiej zaangażował się w działalność konspiracyjną. Został oficerem Armii Krajowej. Od 1942 był dowódcą I Zgrupowania w Rejonie I Obwodu Śródmieście AK. Pełnił funkcję oficera sztabu Inspektora Prawobrzeżnego Okręgu Warszawskiego, I oficera sztabu Okręgu Warszawa AK. Po wybuchu powstania warszawskiego objął dowództwo nad batalionem „Zaremba-Piorun” 3 sierpnia 1944. Jednostka działała w rejonie Śródmieście Południe. 28 sierpnia 1944 odniósł ciężkie rany, w wyniku których utracił rękę. Dowództwo batalionu objął wówczas kpt. Franciszek Malik ps. „Piorun”. Po upadku powstania opuścił stolicę wraz z ludnością cywilną.
Romuald Radziwiłłowicz zmarł w 1979. Pochowany na cmentarzu Powązki Wojskowe w Warszawie (kwatera CII28-24-4).
Przy skrzyżowaniu ulic Wspólnej i Poznańskiej w Warszawie został ustanowiony Skwer Batalionu AK „Zaremba-Piorun”, a na nim obelisk z tablicą pamiątkową. Nazwa skweru została nadana w grudniu 1993.

## Odznaczenia
- Krzyż Srebrny Orderu Virtuti Militari (za udział w wojnie obronnej 1939)[5][6] nr 11503[7]